# لاسلو سولاش
لاسلو سولاش (انگلیسی: László Szollás؛ ۱۳ نوامبر ۱۹۰۷ – ۴ اکتبر ۱۹۸۰) اسکیت‌باز نمایشی اهل مجارستان بود.